# 이시하마역
이시하마역(일본어: 石浜駅 いしはまえき[*])은 일본 아이치현 지타군 히가시우라정에 위치한 도카이 여객철도 다케토요 선의 철도역이다. 상대식 승강장 2면 2선의 구조를 갖춘 지상역이다.

## 이용 현황
| 연도     | 승차인원 | 연도     | 승차인원 | 연도     | 승차인원 | 연도     | 승차인원 | 연도     | 승차인원 | 연도     | 승차인원 |
| 1958년도 | 266      | 1968년도 | 416      | 1978년도 | 615      | 1988년도 | 734      | 1998년도 | 758      | 2008년도 | 952      |
| 1959년도 | 246      | 1969년도 | 382      | 1979년도 | 624      | 1989년도 | 798      | 1999년도 | 720      | 2009년도 | 972      |
| 1960년도 | 287      | 1970년도 | 370      | 1980년도 | 616      | 1990년도 | 874      | 2000년도 | 746      | 2010년도 | 960      |
| 1961년도 | 319      | 1971년도 | 불명     | 1981년도 | 600      | 1991년도 | 837      | 2001년도 | 770      | 2011년도 | 964      |
| 1962년도 | 306      | 1972년도 | 불명     | 1982년도 | 738      | 1992년도 | 881      | 2002년도 | 778      | 2012년도 | 971      |
| 1963년도 | 315      | 1973년도 | 불명     | 1983년도 | 750      | 1993년도 | 1,026    | 2003년도 | 789      |          |          |
| 1964년도 | 335      | 1974년도 | 불명     | 1984년도 | 665      | 1994년도 | 1,001    | 2004년도 | 779      |          |          |
| 1965년도 | 342      | 1975년도 | 불명     | 1985년도 | 676      | 1995년도 | 950      | 2005년도 | 829      |          |          |
| 1966년도 | 불명     | 1976년도 | 650      | 1986년도 | 656      | 1996년도 | 867      | 2006년도 | 855      |          |          |
| 1967년도 | 367      | 1977년도 | 641      | 1987년도 | 692      | 1997년도 | 799      | 2007년도 | 912      |          |          |
| -------- | -------- | -------- | -------- | -------- | -------- | -------- | -------- | -------- | -------- | -------- | -------- |

## 역 주변
- 히가시우라 정 주오 도서관

## 역사
- 1957년 4월 15일 : 일본국유철도 다케토요 선 오가와 · 히가시우라 간에 개업. 여객만을 취급하였다.
- 1987년 4월 1일 : 일본국유철도 분할 민영화에 의해, 도카이 여객철도가 승계.
- 1989년 10월 : 승강장 증설, 행위선과 과선교를 신설.
- 2006년 11월 25일 : TOICA의 이용이 가능하게 되었다.

## 인접 역
| 도카이 여객철도 다케토요 선 | 도카이 여객철도 다케토요 선 | 도카이 여객철도 다케토요 선 |
| --------------------------- | --------------------------- | --------------------------- |
| 오가와 오부 방면            | ■ 다케토요 선               | 히가시우라 다케토요 방면    |